# Тоголок
Тоголок — археологический памятник в дельте реки Мургаб, расположенного в Туркменистане примерно в 10–15 км к югу от Гонура (или примерно в 40 км к северу от Мары). Тоголок 21 — индоиранский храм и крепость, датируемые первой половиной II тысячелетия до нашей эры, относящиеся к поздней фазе Бактрийско-Маргианского археологического комплекса. Район Тоголок 1 также был раскопан.
Согласно Энциклопедии индоевропейской культуры (страница 495) , в храме Тоголок были обнаружены помещения, где были найдены следы эфедры и конопли, а также принадлежности для приготовления галлюциногенного напитка (позже известного как сома в Индии и как хаома в Иране).
Название «Тоголок» также применяется к другому гораздо более древнему месту в Туркменистане, известному как «Тоголок-депе». Это поселение возникло в неолите в период джейтунской культуры около 7000 года до нашей эры. Оно расположено в предгорьях Копетдага недалеко от древнего поселения Джейтун. Место было раскопано в 1964 году.